# La Plage de Fécamp
La Plage de Fécamp est un tableau réalisé par le peintre français Albert Marquet en 1906. Cette huile sur toile est un paysage fauve représentant deux marins regardant la plage à Fécamp, dans la Seine-Maritime. Un temps la propriété de Paul Jamot, elle est aujourd'hui conservée au musée national d'Art moderne, à Paris.